# Терористичний акт на Каширському шосе (1999)
Терористичний акт на Каширському шосе — вибух у багатоквартирному житловому будинку на Каширському шосе в Москві, що стався 13 вересня 1999 року о 5 годині ранку. 
Вибух стався у підвальному приміщенні 8-поверхового цегляного житлового будинку № 6, корпус 3. Потужність вибухового пристрою - 300 кілограм в тротиловому еквіваленті  . Оскільки будинок був цегляний, в результаті вибуху він був повністю зруйнувався, а майже всі, хто був у ньому 124 мешканця - загинули, 7 осіб отримали поранення різного ступеня тяжкості, постраждало 119 сімей. 
Щодо традиційної версії існують сумніви. Деякі заявляли про причетність до теракту ФСБ РФ та Володимира Путіна.

## Хронологія здійснення теракту
Терористичний акт на Каширському шосе був частиною серії терактів, здійснених в російських містах 4-16 вересня 1999 року. За даними російського слідства, ця серія терактів була організована і профінансована керівниками незаконного збройного формування Ісламський інститут «Кавказ» Еміром аль-Хаттаб і Абу Умар. Російська офіційна версія, свідчить, що ці теракти були спрямовані на масову загибель людей, з метою порушення громадської безпеки, залякування населення та здійснення впливу на прийняття рішень органами влади по ліквідації наслідків нападу бойовиків на Дагестан в серпні 1999 року, проте існує альтернативна думка про причетність до теракту ФСБ РФ та Володимира Путіна.
Хаттаб і Абу Умар звернулися до лідерів так званого «мусульманського суспільства № 3», або карачаївського ваххабітського джамаата . Один з його голів, Ачимез Гочіяєв, організував із сподвижників диверсійну групу. Гочіяєв до 1997 року мав успішний бізнес в Москві в сфері будівництва. У 1997 році він захопився ідеями ваххабізму. З Москви він повернувся в Карачаєвськ, потім пройшов навчання в таборі Хаттаба. Для керівництва операцією Гочіяєв підходив ідеально: мав бойові навички і добре знав Москву. 
Вибухівку виготовили в селищі Мирний (Ставропольський край) шляхом змішування тротилу, алюмінієвої пудри, аміачної селітри і цукру. Звідти її під виглядом цукру переправили на продуктову базу в Кисловодську, якою завідував дядько одного з терористів, Юсуфа Кримшамхалова. У місто терористів пропустив співробітник ДІБДР Станіслав Любичев, який згодом був засуджений до 4,5 років позбавлення волі. На продовольчій базі терористи вирішили фасувати вибухову суміш в мішки з-під цукру з логотипом Еркен-Шахарского цукрового заводу. Після того, як все було сплановано, терористи організувалися в кілька груп для перевезення вибухівки в кілька міст. 
У липні-серпні 1999 року Гочіяєв і його напарник Сайтаков кілька разів приїжджали до Москви, щоб підшукати придатні приміщення для здійснення вибухів. З метою конспірації вони змінили чотири готелі: «Ізмайлово», «Золотий колос», «Схід» і «Алтай». 
30 серпня 1999 року Гочіяєв оформив в Москві на ім'я Мухіта Лайпанова, як генерального директора, фірму ТОВ «Бранд-2». 
Від імені співробітника цієї фірми Гочіяєв, використовуючи документи на ім'я Мухіта Лайпанова, 31 серпня орендував приміщення в будинку на Каширському шосе, закріплене за ТОВ «ІНВА»  6 вересня він домовився про оренду приміщення на Краснодарській вулиці з ТОВ «Трансервіс». 
31 серпня 1999 року Хакім Абаєв замовив водієві Н.Тішіну, що не обізнаний про плани терористів, перевезення цукру в Москву. 4 вересня навантажена вибухівкою фура «Мерседес-Бенц 2236», якою управляли Н. Тішін і його напарник, вирушила з Кисловодська в Москву. Хакім Абаєв супроводжував фуру до автостоянки на МКАД. 7 вересня Абаєв довів фуру до складу на Краснодарській вулиці, який терористи обрали своєю тимчасовою базою  . 
7 вересня мішки перевезли зі складу на Краснодарській вулиці в орендоване Гочіяевим приміщення на Каширському шосе  Перевезення здійснювалася водіями, які не обізнаними про плани терористів  . 

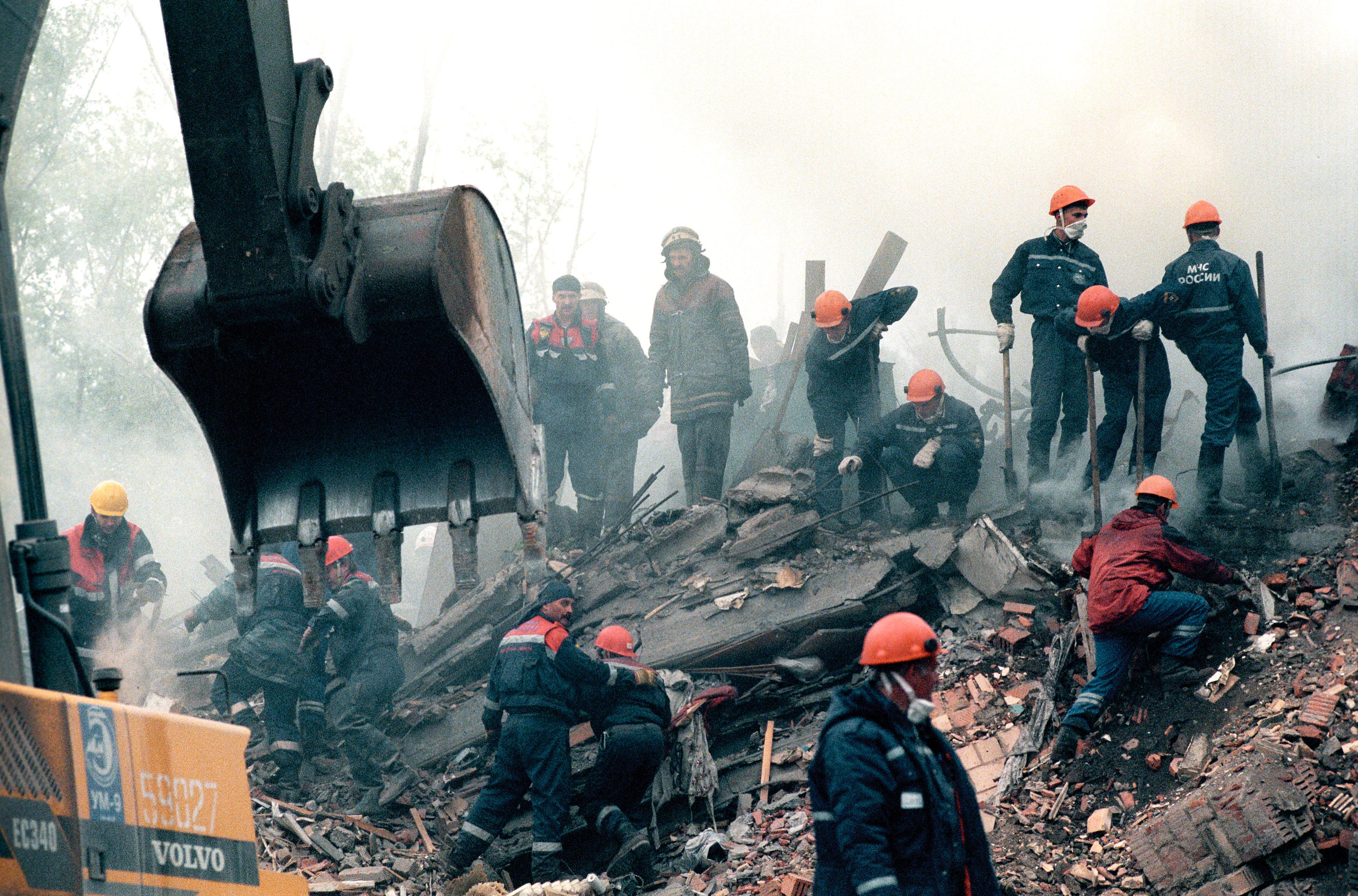
Роботи з розчищення завалів на місці вибуху житлового будинку на Каширському шосе 14 вересня 1999

13 вересня, в день загальнонаціональної жалоби, на Каширському шосе стався вибух. 
Наступні особи були причетні до здійснення теракту: 
- Ачимез Гочіяєв (знаходиться у федеральному і міжнародному розшуку) [5]
- Денис Сайтаков (ліквідований в Чечні)
- Хакім Абаєв (ліквідовано підрозділами федеральних сил 30 травня 2004 року в ході спецоперації в Інгушетії ) [6] [7]
- Равіль Ахмяров (ліквідований в Чечні)
- Юсуф Кримшамхалов (арештований в Грузії 7 грудня 2002 екстрадований до Росії і засуджений до довічного ув'язнення в січні 2004)
- Адам Деккушев [1] (арештований в Грузії, під час арешту кинув в поліцейських гранату, 14 квітня 2002 екстрадований до Росії і засуджений до довічного ув'язнення в січні 2004)

Більшість терористів були етнічними карачаївцями і арабами. 
До 2010 року на свободі залишався тільки Ачемез Гочіяєв, який був оголошений у федеральний і міжнародний розшук. Всі інші причетні до вибухів будинків були арештовані або ліквідовані в ході операцій силових структур на Північному Кавказі і в Грузії. 

## Сумніви
У 2000 році керівники ФСБ перестало згадувати про гексоген зовсім. Незрозуміло як терористи його отримали. Моковським судом, було заявлено, що будинки підривали сумішшю амоналу і цукру, виготовленою Кримшамхаловим і Деккушевим. Вони орендували будинок в Ставропольському краї, роздобули "при нез`ясованих слідством обставин" 13 електродетонаторів, детонуючі кабелі і шнури, а також 13 тонн (!) саморобної вибухівки, що складалася з аміачної селітри, тротилу та цукру. Потім умільці змішали її в бетономішалці з алюмінієвою пудрою, виготовивши таким чином близько 14 тонн амоналу, до якого незрозуміло навіщо було додано цукровий компонент.
13 вересня тодішній спікер Держдуми Геннадій Селезньов повідомив парламентаріям про вибух будинку в Волгодонську, хоча до того залишалося ще три дні.
Тодішній красноярський губернатор генерал Лебідь заявив, що за терактами стоїть домовленість між російською владою та Шамілем Басаєвим. Обидві сторони, за його словами, були зацікавлені в створенні атмосфери масового терору і дестабілізації, щоб в потрібний момент можна було сказати: "Ти не повинен йти на вибори, інакше злетиш у повітря разом з урнами для голосування". 

## Судові процеси
14 травня 2003 року Кисловодский міський суд засудив колишнього міліціонера Станіслава Любичева до чотирьох років позбавлення волі. Любичев звинувачувався в тому, що за хабар забезпечив безперешкодний проїзд на територію Кисловодська в технічно несправному стані автомобіля «КамАЗ», водій якого не мав супровідних документів на вантаж, що перевозиться, в якому знаходився саморобна вибухова речовина, замаскована під мішки з цукром, і особисто супроводжував його до складів «Реалбази хлібопродуктів» (Кисловодськ), на якій працював дядько одного з терористів  . Пізніше з «Реалбази хлібопродуктів» частина вибухівки була доставлена в Москву використана в тому числі і для підриву житлового будинку на Каширському шосе. 
12 січня 2004 року Московський міський суд засудив до довічного ув'язнення Адама Деккушева і Юсуфа Кримшамхалова, звинувачених у скоєнні низки терактів, в тому числі вибуху будинку на Каширському шосе. 8 липня 2004 року Верховний Суд Росії залишив в силі вирок Мосміськсуду  . 

## Дмитро Кузовів
Після вибуху на вулиці Гур'янова, стався 8 вересня 1999 року, дільничні міліціонери Москви стали перевіряти весь нежитловий фонд на своїх територіях  . Дільничним Дмитром Кузововим в числі інших був перевірений будинок № 6 корпус 3 по Каширському шосе  . У цьому будинку був розташований меблевий магазин, який його власник здав в оренду людині, яка представилася як Мухіт Лайпанов, під склад цукру  . При огляді магазина Кузовів виявив мішки з цукром, однак, оскільки він не знав, що терористи таким чином маскують вибухівку, то нічого не запідозрив. 12 вересня дільничний прийшов до того ж дому з повторною перевіркою, але в цей раз двері магазину були замкнені, а зламувати її під час відсутності власника міліціонер не міг   . 
13 вересня в цьому будинку стався потужний вибух  . Після вибуху Кузовів був звільнений з формулюванням «у зв'язку з службовою недбалістю»  . Однак 3 листопада 1999 року начальник ГУВС Москви Микола Куликов заявив, що його підлеглі «детально розбиралися» в справі Кузовова і прийшли до висновку, що «не треба ламати хлопцеві кар'єру»  . Кузовів був відновлений на службі. 

## Пам'ять про загиблих
На місці вибуху на Каширському шосе був зведений меморіал жертвам цього теракту .